# Comuna Măieruș, Brașov
Măieruș (în germană: Nussbach, în maghiară: Magyarós) este o comună în județul Brașov, Transilvania, România, formată din satele Arini și Măieruș (reședința).

## Așezare geografică
Comuna Măieruș este situată la 31 km de municipiul Brașov, la 37 km de orașul Rupea, 10 km de Feldioara și 6 km de Apața. Comuna aparține regiunii istorice Țara Bârsei și se află pe DN13 și E60.
Comuna Măieruș se învecinează:
- la nord cu comuna Apața;
- la est și sud-est cu comunele Belin și Hăghig, (județul Covasna);
- la sud cu comuna Feldioara;
- la vest cu comuna Comăna și Hoghiz

## Istorie
Primele atestări documentare datează din 1377, numele comunei apărând apoi în diferite variante atât în germană, cât și în maghiară și română: Monzoros (1427), Nozbach (1476), Nosbach (1701), Măieruș (1797), apoi Magzaroș, Măgheruș și în final Măieruș.
Cele mai vechi documente atestă prezența localității Măieruș încă din 19 noiembrie 1377 și apare sub denumirea latină de Villa Nucum. Pe parcursul anilor, a purtat diferite nume atât în limba germană, maghiară sau română: Nussbach la 1554, Mogyoroș la 1560, iar la 1797 a devenit Măieruș așa cum este și la momentul actual.
Numele Măieruș, în limba română, nu are nicio semnificație, el a fost adoptat din traducerea denumirii satului „Aluniș”, în limba maghiară, unde  devine Magyaroș, apoi ajunge românescul Măgheruș. Prin transformările inerente pe care le suportă orice limbă vorbită, devine Măieruș.

## Societate

### Ocupațiile tradiționale
Locuitorii Măierușului, oameni ai pământului, au parcurs numeroase îndeletniciri, începând cu agricultura și creșterea animalelor, vânătoarea sau pescuitul.
 Terenurile arabile așa puține cum erau în vechime la Măieruș, alături de fânețe, grădinile cu pomi fructiferi și grădinile de zarzavat de pe lângă case, dar mai ales animalele domestice, reprezentau proprietatea privată a fiecărei familii, iar pășunile, pădurile și apele cu toată bogăția lor, constituiau un bun al întregii comunități. La începutul sec. al XVI-lea, prin atestarea unei mori, la Măieruș în anul 1504, se dovedește continuitatea cultivării cerealelor.
Încă din cele mai vechi timpuri locuitorii au practicat vânătoarea ca sursă de trai, pentru a-și asigura hrana, îmbrăcămintea și încălțămintea. Pe teritoriul comunei Măieruș în afara zimbrului și a bourului, care au dispărut cu aproape două secole în urmă, viețuiesc în prezent: ursul, lupul, cerbul, mistrețul, râsul, bursucul, vulpea, dihorul, nevăstuica și iepurele de câmp. Păsări ce fac obiectul vânării sunt: rațele, graurii, porumbeii, sitarii și mai rar fazanii.
Hotarul comunei Măieruș este străbătut de la un cap la altul, de râul Olt, cât și de văile ce izvorăsc din pădurea satului, parte componentă a Munților Perșani, și se varsă în Olt. Datorită inundațiilor repetate ale Oltului din fiecare primăvară s-au transformat numeroase bălți, mare parte din ele au rămas cu apă și în timpul secetelor. În toate aceste ape se află o mare diversitate de pește și raci, ce au asigurat o mare parte din necesarul de hrană al locuitorilor.

### Preocupări industriale
Poziția geografică a defavorizat dezvoltarea industrială, în rând cu celelalte localități din zonă. Și totuși nevoia i-a determinat să țină pasul cu tehnica vremii după posibilitățile lor.
Pornind de la aflarea unei râșnițe romane pe teritoriul actualei localități, se poate afirma că aici se cultivau cereale încă din perioada daco-romană. Folosind ca forță motrice debitul bogat a Văii Măierușului s-au construit de-a lungul vremii mai multe mori pentru măcinarea grâului și secarei de pâine, al meiului și, mai târziu, al porumbului cât și al cerealelor ce constituiau hrana animalelor din gospodăriile țăranilor.
Pe hotarul comunei pomii fructiferi au fost un plus favorabil, de care au profitat locuitorii săi, cultivând an de an livezile de pomi. Din cele mai vechi timpuri, locuitorii Măierușului au știut, să extragă alcoolul din fructe folosind instalații de distilare de la cele primitive până la cele mai moderne.
Lemnul de toate esențele se află din abundență dar prelucrarea lui necesita eforturi deosebite. Ca primă instalație de prelucrare mecanizată a lemnului a fost joagărul cu apă care la Măieruș a fost pomenit la începutul sec. XIX.

### Meșteșuguri
Nevoia de a confecționa îmbrăcăminte, încălțăminte, unelte de muncă și tot felul de bunuri de folosință, au adus la apariția meșteșugurilor. Dată fiind răspândirea lor în toate localitățile, meseriașii nu au fost remarcați în mod deosebit și consemnarea lor în mediul sătesc a fost ignorată, fiind considerat ceva firesc, făcând parte din viața obișnuită a localității. Dacă în anul 1880 existau doar 20 de meseriași, după o jumătate de secol numărul lor a crescut considerabil, atingând apogeul la jumătatea sec. XX.
Pornind de la necesitatea confecționări opincilor și până la modernele cizme și pantofi din ziua de azi, numeroși locuitori ai Măierușului au practicat acest meșteșug. Ei nu s-au putut afirma în mod deosebit datorită monopolului ce-l dețineau breslele din Brașov asupra comercializării produselor finite. Totuși, se remarcă în perioada interbelică o creștere a numărului de cizmari, cale și ucenici.
Tâmplăria împreună cu rotăria și dogăria, au fost practicate din cele mai vechi timpuri, ținând cont și de materia primă ce se află din belșug pe hotarul comunei Măieruș. Din anul 1951 a funcționat un atelier de tâmplărie în cadrul G.A.C Măieruș, unde au lucrat mai mulți tâmplari și rotari. Pe parcurs a fost dotat cu mașini și unele performante, care au funcționat până la desființarea unității, în anul 1991.
Măierușul este o localitate cu tradiții în creșterea oilor, fapt ce a determinat locuitorii să practice confecționarea prin care să valorifice și pieile. Astfel au apărut meșteșugari în argăsit și cojocari. 

## Monumente
- Biserica fortificată din Măieruș, monument din secolul al XV-lea
- Biserica Ortodoxă Adormirea Maicii Domnului
- Monumentul Eroilor Sași ridicat în 1927
- Monumentul Eroilor Români ridicat în 1936
- Monumentul Eroilor Români din satul Arini ridicat în anul 2000.
- Fântâna Albă, astăzi izvor și loc de popas. La Fântâna Albă pot fi examinate conglomerate formate din calcar și alte roci, printre care cele mai importante sunt bazaltele așezate în coloane.
- Stejar multisecular din specia Quercus robur, cu vârsta de 350 de ani, diametrul de 2,07 metri și înălțimea de 23 de metri în satul Arini.
- Pădurea Bogății
- Râul Măieruș

## Demografie
Componența etnică a comunei Măieruș
     Români (49,04%)
     Romi (40,63%)
     Germani (1,37%)
     Alte etnii (8,95%)
Componența confesională a comunei Măieruș
     Ortodocși (54,21%)
     Penticostali (31,68%)
     Evanghelici (1,47%)
     Alte religii (3,79%)
     Necunoscută (8,86%)
Conform recensământului efectuat în 2021, populația comunei Măieruș se ridică la 3.138 de locuitori, în creștere față de recensământul anterior din 2011, când fuseseră înregistrați 2.920 de locuitori. Cei mai mulți locuitori sunt români (49,04%), cu minorități de romi (40,63%) și germani (1,37%). Din punct de vedere confesional, majoritatea locuitorilor sunt ortodocși (54,21%), cu minorități de penticostali (31,68%) și evanghelici (1,47%), iar pentru 8,86% nu se cunoaște apartenența confesională.

## Politică și administrație
Comuna Măieruș este administrată de un primar și un consiliu local compus din 13 consilieri. Primarul, Nistor Boricean[*], de la Partidul Național Liberal, este în funcție din 2008. Începând cu alegerile locale din 2024, consiliul local are următoarea componență pe partide politice:
|  | Partid                          | Consilieri | Componența Consiliului | Componența Consiliului | Componența Consiliului | Componența Consiliului | Componența Consiliului | Componența Consiliului | Componența Consiliului |
|  | ------------------------------- | ---------- | ---------------------- | ---------------------- | ---------------------- | ---------------------- | ---------------------- | ---------------------- | ---------------------- |
|  | Partidul Național Liberal       | 7          |                        |                        |                        |                        |                        |                        |                        |
|  | Partidul Social Democrat        | 3          |                        |                        |                        |                        |                        |                        |                        |
|  | Alianța pentru Unirea Românilor | 3          |                        |                        |                        |                        |                        |                        |                        |

### Primarii comunei
- 1996[8] - 2000 - Vlad Traian, de la PRM
- 2000[9] - 2004 - Toderaș Dorel, de la PD
- 2004[10] - 2008 - Toderaș Dorel, de la PSD
- 2008[11] - 2012 - Boricean Nistor, de la PNL
- 2012[12] - 2016 - Boricean Nistor, de la ACD
- 2016[13] - 2020 - Boricean Nistor, de la PNL
- 2020[14] - 2024 - Boricean Nistor, de la PNL